# Dysdera inopinata
Dysdera inopinata là một loài nhện trong họ Dysderidae.
Loài này thuộc chi Dysdera. Dysdera inopinata được miêu tả năm 1991 bởi Dunin.